# Nagrada Ivan Filipović
Nagrada "Ivan Filipović" je hrvatska državna nagrada koja se dodjeljuje posljednjega mjeseca u godini za životno djelo u području predškolskog odgoja, osnovnom, srednjem školstvu, visokom školstvu i znanstvenom i stručnom radu, nosi Filipovićevo ime, učitelja koji je rođen 1823. godine u Velikoj Kopanici, a umro 1895. godine u Zagrebu. Postoji nagrada za životno djelo i godišnja nagrada.
Nagradu Ivan Filipović dodjeljuje Republika Hrvatska, odnosno Odbor nagrade "Ivan Filipović", a priprema Ministarstvo znanosti, obrazovanja i športa, za značajna ostvarenja u odgojno-obrazovnoj djelatnosti i predstavlja najviše priznanje djelatnicima u odgoju i obrazovanju.
Nagrada se dodjeljuje od 1964. godine, prvo u okrilju Hrvatskoga pedagoško-književnog zbora, a potom od 1967., postaje nagrada Sabora Republike Hrvatske. Nagrada se sastoji od novčanog iznosa i povelje. Novčani iznos nagrade za životno djelo iznosi 45.000,00 kuna, a za godišnju nagradu iznosi 25.000,00 kuna.

## Dobitnici
- 1964.:
- 1965.:
- 1966.:
- 1967.:
- 1968.:
- 1969.:
- 1970.:
- 1971.: Franjo Filipović
- 1972.:
- 1973.:
- 1974.:
- 1975.:
- 1976.:
- 1977.:
- 1978.: Tomo Čubelić
- 1979.:
- 1980.:
- 1981.:
- 1982.:
- 1983.:
- 1984.:
- 1985.:
- 1986.:
- 1987.:
- 1988.:
- 1989.: Ivan Vrpoljac[2]
- 1990.: Nevenka Košutić Brozović
- 1991.:
- 1992.: Ivo Zalar, za područje visokog školstva.[3] Godišnja nagrada: Brane Crlenjak.[4]
- 1993.:
- 1994.:
- 1995.:
- 1996.:
- 1997.:
- 1998.:
- 1999.:
- 2000.:
- 2001.: za životno djelo: Ante Vukasović, godišnja nagrada: Marija Ivušić, Jasna Krstović, Inga Seme Stojnović, Zlata Pincan (predškolski odgoj), Žarko Kozina, Mirko Raguž, Marina Zlatarić, Jela Moguš, Božica Poropat, Ivan Nemet, Mato Jakobović (osnovno školstvo), Vjera Odak-Jembrih, Zvonimir Konjević, Zrinka Frković, Dušanka Novak (srednje školstvo), Oskar P. Springer, Krešimir Mikić (visoko školstvo)[5]
- 2002.: za životno djelo: Radovan Ivančević, godišnja nagrada: Dunja Dizdar (predškolski odgoj), Dobrila Ereš, Slavica Kovač, Joso Mažar, Miloš Popović, Danijel Prodan, Marija Šolić, Olga Vojnović, Marija Korać (osnovno školstvo), Nino Kovačić, Josip Petrinović, Mary Ann Škare (srednje školstvo), Dubravka Težak, Jasminka Ledić (visoko školstvo), Korado Korlević, Vinka Uzelac (znanstveni i stručni rad)[6]
- 2003.: za životno djelo: Vladis Vujnović, godišnja nagrada: Nada Benković, Maja Gabelica-Šupljika (predškolski odgoj), Danica Sardelić, Eugen Stanković, Zdenka Starek, Lela Zadražil, Jozo Ćavar, Jelena Bunijevac-Matičić, Zlatko Bobić, Ljubica Pekas (osnovno školstvo), Snježana Barabaš-Seršić, Ante-Anđelko Marić, Šime Šuljić, Andrija Paravić (srednje školstvo), Anita Klapan, Mile Silov, Nevenka Blažević (visoko školstvo)[7]
- 2004.: za životno djelo: nije dodijeljena, godišnja nagrada: Silvana Bagarić, Jasminka Doležal, Mirjana Kalčić, Matilda Markočić, Tatjana Šimek (predškolski odgoj), Vlado Dragun, Jasenka Janeš, Verica Muhvić, Jurka Šaban, Anita Šojat, Danica Vrgoč (osnovno školstvo), Grgo Luburić, Ljerka Žic (srednje školstvo), Stanislav Marijanović, Aleksandra Pejčić (visoko školstvo), Nada Babić (znanstveni i stručni rad)[8]
- 2005.: za životno djelo: Josip Skoko (osnovno školstvo), godišnja nagrada: Jadranka Cuculić, Nedjeljka Lupis, Joško Sindik (predškolski odgoj), Ines Kniewald, Nikica Mihaljević, Jasna Kretić Majer, Vera Pišćević, Krešimir Pleše, Kata Rončević (osnovno školstvo), Suzana Hitrec, Slavko Ivanković, Dubravka Stričević (srednje školstvo), Dunja Pavličević-Franić (visoko školstvo), Mate Matas, Marija Riman (znanstveni i stručni rad)[9]
- 2006.: za životno djelo: Zdravko Kurnik (znanstveni i stručni rad), godišnja nagrada: Borka Rumiha, Zlata Gunc, Viviana Cesarec, Gordana Pavlinić (predškolski odgoj), Branka Arambašić, Jure Karakaš, Ivan Đurić, Miše Kutleša, Gordana Gazdić-Buhanec (osnovno školstvo), Drago Bagić, Ilija Krstanović, Marinko Lazzarich, Mare Rosić (srednje školstvo), Anđelka Radojčić Badovinac, Branko Rafajac (visoko školstvo), Dragica Kozarić-Kovačić (znanstveni i stručni rad)[10]
- 2007.: za životno djelo: Ivo Škarić (srednje školstvo), godišnja nagrada: Biserka Bucković, Ljiljana Pečko, Vesna Hrvoj (predškolski odgoj), Katarina Franjčec, Mirjana Sučević, Đurđa Kocijan, Jasna Vukonić-Žunić, Vlado Halusek, Biserka Matić-Roško, Ana Novoselac (osnovno školstvo), Barica Gradiški, Ivan Kovačević, Stanko Petrović, Edita Stilin (srednje školstvo), Neven Hrvatić, Marko Mušanović (visoko školstvo), Juraj Plenković (znanstveni i stručni rad)[11]
- 2008.: za životno djelo: Josip Prudeus(osnovno školstvo),  Stjepan Damjanović (visoko školstvo), godišnja nagrada: Marija Badrov, Nevenka Holetić, Snježana Tišljarić (predškolski odgoj), Marica Cikadaković, Vesna Budinski, Petar Buljević, Astrid Čulić, Graciella Prtajin, Sabina Vidulin-Orbanić, Ivanka Pavić, Stjepan Sokol (osnovno školstvo), Jakov Bevanda, Nada Poturiček (srednje školstvo), Anton Škrobonja (visoko školstvo), Lea Lazzarich (znanstveni i stručni rad)[12]
- 2009.:  za životno djelo: Marija Šuveljak  (osnovno školstvo), Ivan Perić (znanstveni i stručni rad), godišnja nagrada: Marija Filipović  (predškolski odgoj), Senka Pintarić, Jakov Grbeša (osnovno školstvo), Roksanda Smolčić Krnić, Mirjana Režić, Ljubica Banović (srednje škoolstvo), Zlatko Miliša (visoko školstvo)[13]
- 2010.: za životno djelo: Josip Krunić (osnovno školstvo), Ljilja Vokić (srednje školstvo), godišnja nagrada: Natalija Banov, Vesna Bobinski, Jagoda Kanižaj, Miroslav Sekereš, Božica Šimleša, Veronika Čelić-Tica, Marica Zaborac (osnovno školstvo), Nada Čatlaić, Jadranka Pucar Jambrović, Ruža Jozić, Vlatka Kuhar, Marina Karadakić, Milivoj Miliša (srednje školstvo), Sofija Vrcelj (znanstveni i stručni rad)[1]
- 2011.: za životno djelo: Ivo Karač (osnovno školstvo), Ladislav Bognar (visoko školstvo), godišnja nagrada: Ksenija Rumora, Karmen Hlad, Branka Copić, Mato Šimunović, Dijana Nazor (osnovno školstvo), Stjepan Brlas, Lilijana Radobuljac, Ivanka Dlaka (srednje školstvo)[14]
- 2012.: za životno djelo: Hicela Ivon (predškolski odgoj i obrazovanje), Vladimir Strugar (znanstveni i stručni rad), godišnja nagrada: Marijana Pernar, Merica Matijević i Nada Gudek (predškolski odgoj i obrazovanje), Draženka Stančić, Ivan Tomašić, Mirjana Tomašević Dančević, Radovan Knežević, Ana Bajzek, Vinko Filipović (osnovno školstvo), Duško Serdar, Elvira Katić, Ivanka Kordić (srednje školstvo), Vlatka Domović (visoko školstvo), Snježana Koren (znanstveni i stručni rad)[15]
- 2013.: za životno djelo: Vinko Bajrović (osnovno školstvo), Vlatko Previšić (visoko školstvo), godišnja nagrada: Mira Sporiš, Sanja Ćurin (predškolski odgoj i obrazovanje), Marijan Varga, Danica Zaić, Maja Kovačević, Vesna Zaimović, Željko Medved (osnovno školstvo), Lada Bujas Majić, Vesna Faullend Heferer (srednje školstvo), Željko Jozić, Milica Mihaljević, Matea Andrea Birtić, Kristina Štrkalj Despot, Tomislav Stojanov, Kristian Lewis, Barbara Kovačević, Ermina Ramadanović, Irena Miloš, Goranka Blagus Bartolec, Ivana Matas Ivanković, Jurica Budja, Lana Hudeček, Alen Milković (znanstveni i stručni rad)[16]